# Aphanogmus tenuicornis
Aphanogmus tenuicornis är en stekelart som beskrevs av Thomson 1858. Aphanogmus tenuicornis ingår i släktet Aphanogmus och familjen pysslingsteklar. Arten är reproducerande i Sverige. Inga underarter finns listade i Catalogue of Life.